# Vlag van Sucre (Colombia)

Vlag van Sucre

De vlag van Sucre bestaat uit twee even hoge horizontale banen in de kleuren groen (boven) en wit, met in het midden het wapen van Sucre.
De groene baan symboliseert welvaart, het wit staat voor vrede. Het schild is in de vlag geplaatst om de vlag te kunnen onderscheiden van de vlag van La Guajira.
De vlag is in gebruik sinds 2 juli 1974.